# Condado de Maule
El condado de Maule es un título nobiliario español, concedido por Fernando VII el 9 de abril de 1810 a Nicolás de la Cruz y Bahamonde, con el vizcondado previo de Casa Cruz.

## Historia
El nombre del título hace referencia al río Maule, en Chile.

## Condes de Maule

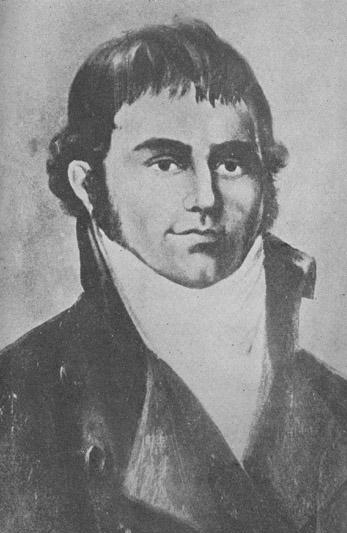
El primer conde, Nicolás de la Cruz y Bahamonde.

- Nicolás de la Cruz y Bahamonde (Talca, 3 de septiembre de 1757-Cádiz, 3 de enero de 1828), I conde de Maule.[1] Comerciante y coleccionista chileno radicado en España peninsular.

Casó en Cádiz el 24 de octubre de 1810 con María Joaquina Jiménez de Velasco y Boneo. Le sucedió el 19 de octubre de 1828 su hija:
- María Joaquina Rita de la Ascensión Nicolasa Cayetana de la Cruz y Jiménez de Velasco (baut. en Cádiz, 25 de mayo de 1811-27 de julio de 1832), II condesa de Maule.[1]

Casó en Cádiz el 30 de octubre de 1828 con Joaquín de Aymerich y Ortiz de Pinedo, nacido en Algeciras el 27 de abril de 1803, de José Aymerich y Varas y de Rosa Ortiz de Pinedo y Anuncibay. Le sucedió el 26 de mayo de 1848 su vástago Joaquín María Aymerich y de la Cruz: Su hermano Carlos de Aymerich y Ortiz de Pinedo, nacido en 1818, fallecido en 1872, casó en 1846 con Valentina Muriel de Arce (1820-1888), tuvieron descendencia con continuidad hasta hoy.
- Joaquín María José Antonio Roberto Ramón de la Santísima Trinidad de Aymerich y de la Cruz (Madrid, 15 de junio de 1832), III conde de Maule.[1]

Casó en Madrid en junio de 1850 con María Cecilia Bernal y Fonseca, hija de Teodoro Bernal Álvarez y de Cecilia Fonseca. Sin descendencia, pero con varios hermanos.
Rehabilitado en 1950
- Jorge Correa Ugarte (Santiago de Chile, 23 de septiembre de 1896-ibid., 10 de diciembre de 1986), IV conde de Maule[2][1]

Soltero y sin descendencia. Le sucedió, el 21 de septiembre de 1992, su sobrino:
- Juan Eduardo Estanislao Correa Larraín (Santiago de Chile, 12 de julio de 1931[3]-ibid., 6 de octubre de 2014),[4] V conde de Maule.[5][6]

Casó en Santiago de Chile en 1960 con María Angélica Salas Besa. Le sucedió el 24 de abril de 2007, por ejecución de sentencia, su pariente:
- Juan Carlos Cruz Lindemann (Santiago de Chile, 20 de junio de 1971),[8] VI conde de Maule.[9]

Casó en Santiago de Chile en 1998 con María Teresita del Niño Jesús Errázuriz Gubbins.
La pretendida heredera del condado es la hija mayor del sexto que detenta ese título de conde, María Teresita del Niño Jesús Cruz Errázuriz.